# Jógvan Skorheim
Jógvan Skorheim (født 16. juni 1982 i Klaksvík) er en færøsk erhvervsmand og politiker (Sjálvstýrisflokkurin).
Han var formand for Unga Sjálvstýri frem til 2011. Han har været medlem af kommunestyret i Klaksvík siden 1. januar 2009, og var viceborgermester, formand for kulturudvalget, næstformand for finansudvalget og medlem af teknisk udvalg fra 1. januar 2009 til 31. december 2012. Fra 1. januar 2013 er han borgmester gennem et samarbejde mellem Sjálvstýrisflokkurin, Tjóðveldi og Javnaðarflokkurin. Skorheim er forøvrig bestyrelsesmedlem i det interkommunale renovasionsselskab IRF og bestyrelsesformand for kommunens nye kulturhus. Fra 14. november 2011 til 31. december 2012 mødte han fast i Lagtinget for Kári P. Højgaard, og sad som medlem af Lagtingets erhvervsudvalg. Da Skorheim blev borgermester, overtog Kristianna Winther Poulsen Sjálvstýrisflokkurins plads i Lagtinget.
Han har arbejdet som sælger for Idé Møblar i Tórshavn og Vøruhúsið i Klaksvík samt markedschef for EL-IN i Klaksvík.